# ماکینوهارا، شیزوئوکا
ماکینوهارا در استان شیزوئوکا در کشور ژاپن  واقع شده‌است  که دارای جمعیت ۴۹٬۷۲۶ نفر و مساحت ۱۱۱٫۵۰ کیلومتر مربع با تراکم جمعیت ۴۴۶  نفر در کیلومترمربع است و در تاریخ ۱۱ اکتبر ۲۰۰۵ به عنوان شهر شناخته شد.